# Masamichi Kuriyama
Masamichi Kuriyama er en japansk håndboldtræner, som træner det japanske kvindelandshold.